# Carennac
Carennac is een gemeente in het Franse departement Lot (regio Occitanie). De plaats maakt deel uit van het arrondissement Gourdon. Carennac is lid van Les Plus Beaux Villages de France. Carennac telde op 1 januari 2022 426 inwoners.

## Geografie
De oppervlakte van Carennac bedroeg op 1 januari 2022 19 vierkante kilometer; de bevolkingsdichtheid was toen 22,4 inwoners per km².

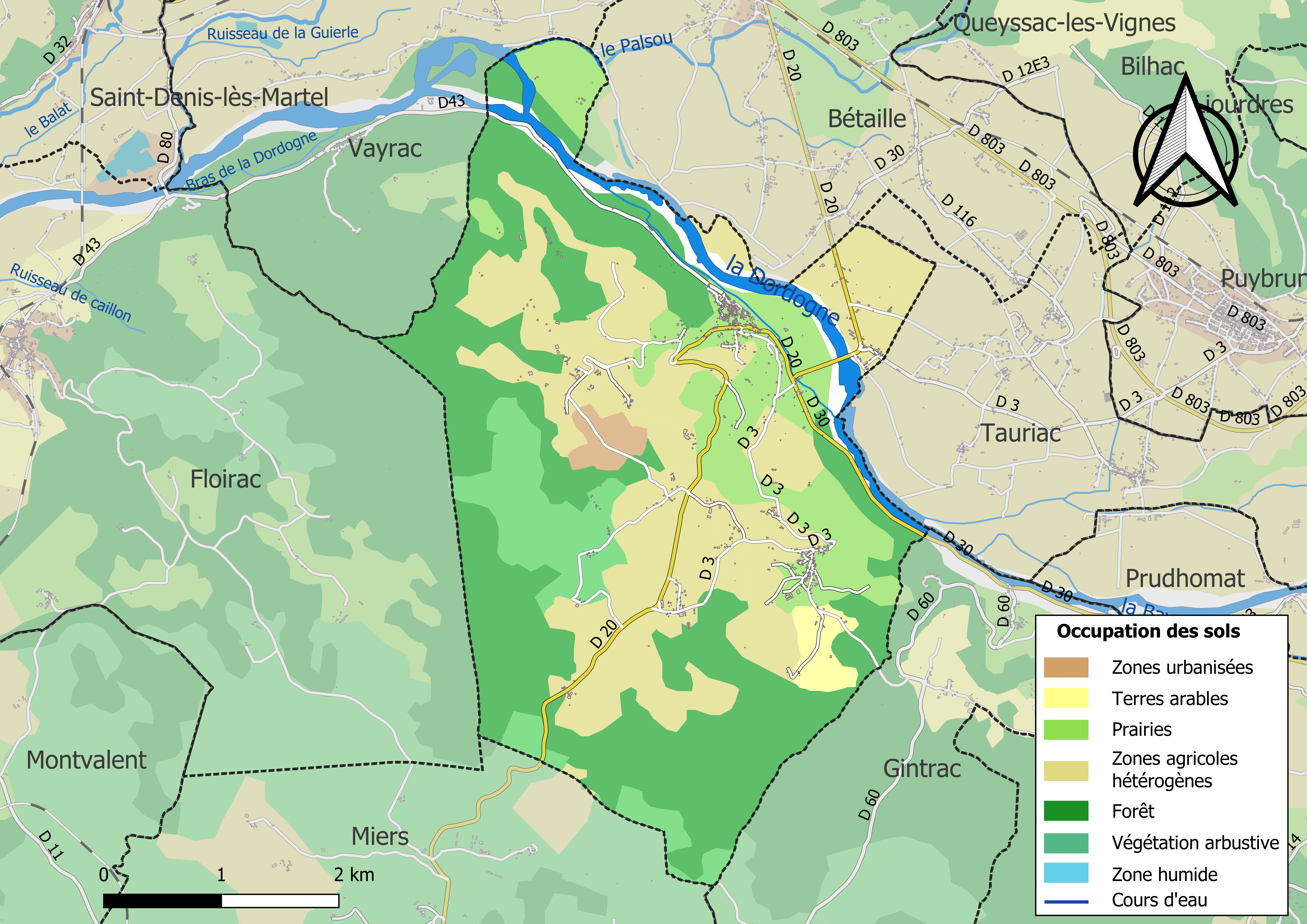
Kaart van de gemeente met de belangrijkste infrastructuur, bodemgebruik en omliggende gemeenten

## Demografie
Onderstaande figuur toont het verloop van het inwonertal (bron: INSEE-tellingen).

## Afbeeldingen

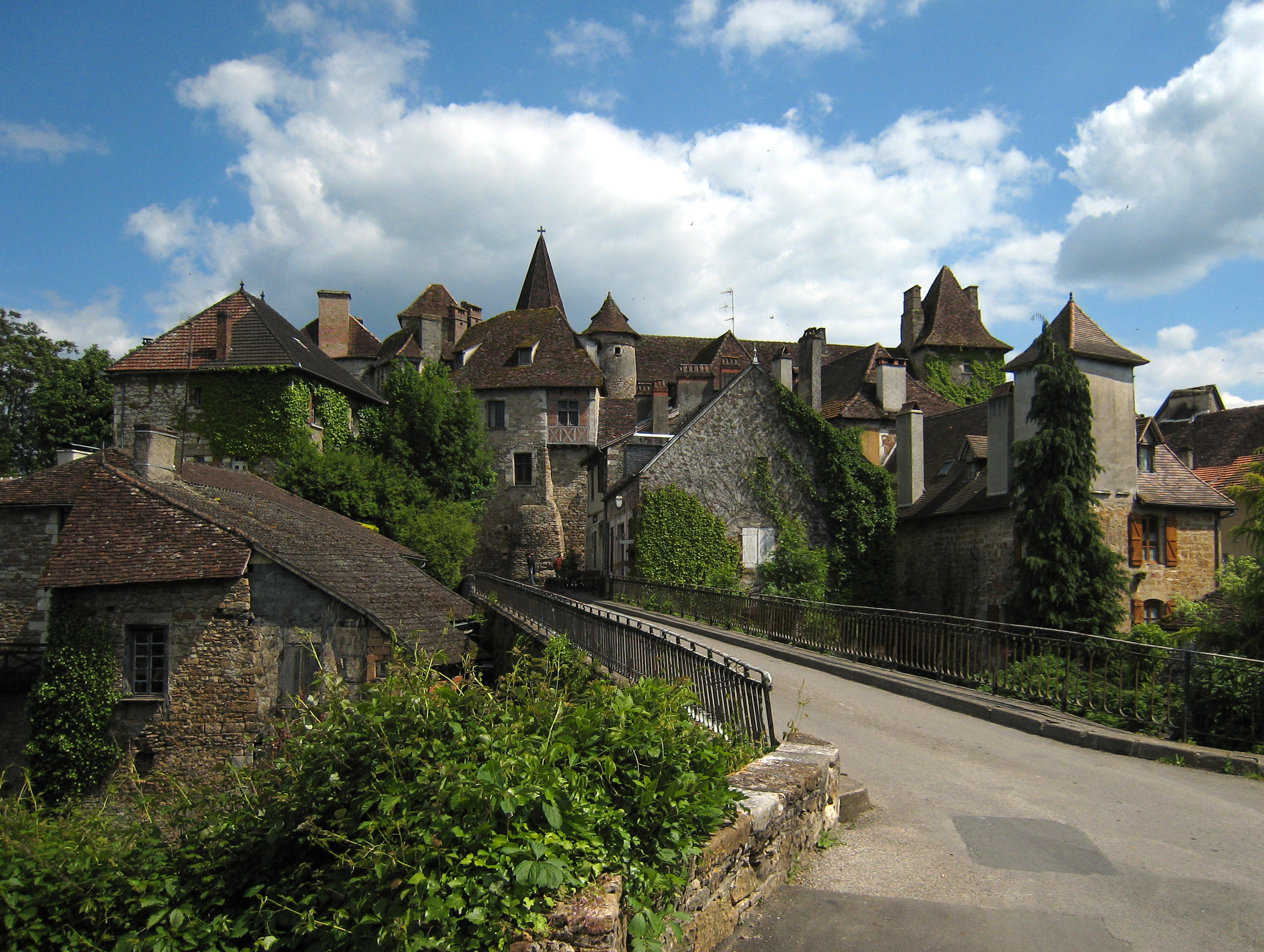
Gezicht op Carennac
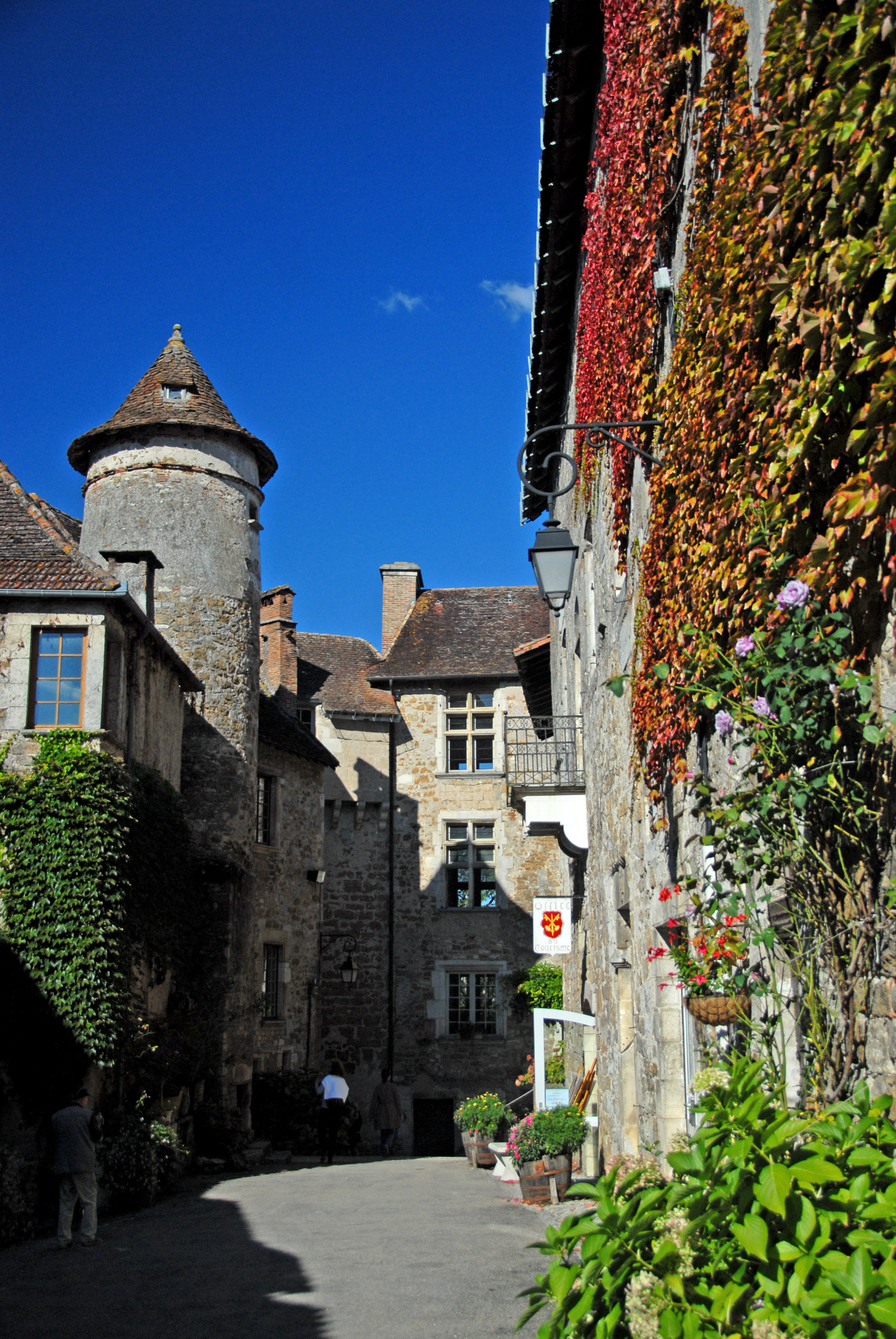
Centrum